# Железный человек (фильм, 2008)
«Желе́зный челове́к» (англ. Iron Man) — американский художественный фильм 2008 года режиссёра Джона Фавро с Робертом Дауни-младшим в главной роли. Сценарий написали Арт Маркам, Мэтт Холлоуэй, Марк Фергус и Хоук Остби по комиксам Marvel о приключениях супергероя Железного человека. Первый фильм в Первой фазе медиафраншизы «Кинематографическая вселенная Marvel» (КВM). По сюжету, побывав в плену у террористов в Афганистане, миллиардер и изобретатель Тони Старк строит высокотехнологичный костюм и становится супергероем, известным как Железный человек.
Работа над кинокомиксом началась в 1990 году. Несколько киностудий, включая Universal Pictures, 20th Century Fox и New Line Cinema, годами пытались реализовать проект. В 2005 году права на экранизацию вернулись в Marvel Studios. В апреле 2006 года Фавро был утверждён в качестве режиссёра. Изначально продюсеры Marvel скептически отнеслись к кандидатуре Дауни-младшего. В итоге актёр подписал контракт в сентябре. Съёмки проводились с марта по июнь 2007 года в Калифорнии. Во время съёмок сценарий не был готов и актёрам пришлось импровизировать. Созданием костюма Железного человека занималась студия Стэна Уинстона.
Премьера картины состоялась 14 апреля 2008 года в Сиднее. В прокат в США фильм вышел 2 мая. Лента собрала свыше 585 млн $, заняв восьмое место среди самых кассовых фильмов 2008 года. Кинокомикс вызвал всеобщее признание критиков. Среди главных достоинств они отмечали актёрскую игру Дауни-младшего. «Железный человек» был признан Американским институтом кино одним из лучших фильмов 2008 года и получил две номинации на премию «Оскар» в категориях «Лучший звуковой монтаж» и «Лучшие визуальные эффекты».

## Сюжет
Весной 2008 года Тони Старк, унаследовавший компанию «Stark Industries» от своего покойного отца Говарда Старка, отправляется в охваченный войной Афганистан вместе со своим другом и подполковником Джеймсом Роудсом на демонстрацию новой ракеты «Иерихон». После демонстрации террористическая организация «Десять колец» устраивает конвою засаду, в ходе которой Старк получает тяжёлое ранение от взорвавшейся ракеты, разработанной его же компанией. Его берут в плен и заключают в пещеру. Пленник и учёный Хо Инсен вживляет электромагнит в грудь Старка, чтобы осколки шрапнели, ранившие его, не попали в сердце и не убили его. Лидер организации «Десять колец» Раза предлагает Старку свободу в обмен на создание ракеты «Иерихон». Но оба пленника понимают, что Раза не сдержит своего слова.
Старк и Инсен тайно создают миниатюрный источник энергии, называемый дуговым реактором, для питания электромагнита Старка и бронированного костюма, с помощью которого они намереваются сбежать. «Десять колец» узнают о планах своих заложников и атакуют мастерскую. Пока костюм заряжается, Инсен отвлекает солдат, жертвуя собой. Надев костюм, Тони выбирается из пещеры, уничтожает оружие, забранное организацией «Десять колец», и улетает. После приземления в пустыне Старка находит Джеймс Роудс, и они возвращаются домой. Старк созывает пресс-конференцию и объявляет, что его компания прекращает производство оружия. Исполнительный директор компании «Stark Industries» Обадайя Стейн, являющийся давним партнёром Говарда Старка, сообщает Тони, что его решение может разрушить компанию и наследство его отца. У себя дома в мастерской Старк конструирует более технологичный и мощный бронекостюм и усовершенствует дуговой реактор. Его ассистентка Пеппер Поттс помещает старый реактор в небольшую стеклянную витрину и дарит её Тони.
На благотворительном вечере Старк узнаёт, что оружие его компании недавно было доставлено солдатам организации «Десять колец». Старк надевает свой новый костюм, летит в Афганистан в деревню Гульмира и спасает её жителей от нападения террористов. Во время возвращения домой Старка атакуют два истребителя F-22 «Раптор». Тони связывается с Роудсом по телефону и раскрывает ему тайну своей личности, в попытке предотвратить нападение. Тем временем «Десять колец» собирают остатки старого бронекостюма Старка в пустыне и встречают Стейна. Оказалось, что именно Стейн поставлял террористам оружие и нанял их, чтобы убить Старка и занять пост генерального директора «Stark Industries». Стейн обездвиживает Разу при помощи ультразвукового парализатора, забирает бронекостюм и убивает солдат Разы. Пытаясь отследить незаконные поставки оружия, Старк просит Поттс взломать базу данных на компьютере Стейна. Она узнаёт, что Стейн нанял «Десять колец» с целью убийства Старка, однако организация забрала его в плен и выставила Стейну свои условия. Поттс знакомится с Филом Колсоном, агентом спецслужбы «Щ.И.Т.», и сообщает ему о планах Стейна.
Учёные Стейна не могут воссоздать миниатюрный дуговой реактор Старка, поэтому Обадайя обездвиживает Тони и крадёт реактор из его груди, оставляя его умирать. Старк при помощи Дубины вставляет себе старый реактор из стеклянной витрины. Поттс и несколько агентов спецслужбы «Щ.И.Т.» пытаются арестовать Стейна, однако последний надевает свой костюм и нападает на них. Старк вступает в схватку со Стейном и теряет мощность реактора. Сражение переносит Старка и Стейна на крышу здания «Stark Industries». Тони просит Пеппер перегрузить большой дуговой реактор, питающий здание. В итоге Стейна поражает мощный удар тока, из-за которого он падает во взрывающийся реактор и погибает. На следующий день на пресс-конференции Старк публично признаётся, что он — «Железный человек».
В сцене после титров директор спецслужбы «Щ.И.Т.» Ник Фьюри навещает Старка дома и предлагает обсудить с ним инициативу «Мстители».

## В ролях
| Актёр                | Роль                          |
| -------------------- | ----------------------------- |
| Роберт Дауни-младший | Тони Старк / Железный человек |
| Терренс Ховард       | Джеймс «Роуди» Роудс          |
| Джефф Бриджес        | Обадайя Стейн                 |
| Гвинет Пэлтроу       | Вирджиния «Пеппер» Поттс      |
| Лесли Бибб           | Кристин Эверхарт              |
| Шон Тоуб             | Хо Инсен                      |
| Фаран Таир           | Раза                          |
| Кларк Грегг          | Фил Колсон                    |

| Актёр             | Роль                                           |
| ----------------- | ---------------------------------------------- |
| Пол Беттани       | искусственный интеллект Д.Ж.А.Р.В.И.С. (голос) |
| Джон Фавро        | Гарольд «Хэппи» Хоган                          |
| Питер Биллингсли  | Уильям Гинтер Рива                             |
| Уилл Лиман        | ведущий церемонии награждения (голос)          |
| Сэмюэл Л. Джексон | Ник Фьюри (камео)                              |
| Том Морелло       | терророист                                     |
| Джим Крамер       | Джим Крамер (камео)                            |
| Стэн Ли           | Стэн Ли (камео)                                |

## Создание

### Сценарий
Идея снять кинокомикс о Железном человеке появилась в апреле 1990 года, когда Universal Studios приобрела права на персонажа. Студия хотела снять низкобюджетный фильм и пригласила Стюарта Гордона в качестве режиссёра. Но планы так и не были реализованы, а права перешли к 20th Century Fox в феврале 1996 года. В январе 1997 года Николас Кейдж интересовался возможностью сыграть Тони Старка. В феврале 1998 года Том Круз заявлял о желании спродюсировать экранизацию и исполнить заглавную роль. В это время Fox попросила Джеффа Уинтера и Стэна Ли написать сценарий будущего кинокомикса. Фильм должен был рассказать научно-фантастическую историю происхождения супергероя, а злодеем мог стать МОДОК. Президент компании Fox Том Ротман считал, что сценарий наконец-то заставил его понять суть Железного человека. Позже Джеффри Кейна попросили переписать сценарий. В октябре 1999 года Квентину Тарантино предложили стать сценаристом и режиссёром. В декабре того же года Fox продала права New Line Cinema, так как в приоритете студии находилось много фильмов про супергероев.
В качестве сценаристов кинокомикса New Line наняла Теда Эллиота, Терри Россио и Тима Маккэнлиса. Позже New Line начала переговоры с режиссёром Джоссом Уидоном по поводу съёмок. В 2002 году Маккэнлис закончил сценарий. New Line решила испробовать уникальный подход к написанию сценария. Студия пригласила Дэвида Хейтера, Дэвида Гойера и Марка Протосевича и посадила их в комнату, где они несколько дней делились идеями о Железном человеке на камеру. В 2004 году Хейтер был утверждён в качестве сценариста. Он переписал сценарии Джеффа Уинтера, Альфреда Гофа и Майлза Миллара. В ранних сценариях фигурировали злодей Мандарин и возлюбленная Тони Старка Пеппер Поттс. Хейтер вычеркнул Мандарина и вместо него сделал злодеем отца Тони Говарда Старка, который в итоге стал Воителем. Вместо Поттс возлюбленной Тони стала Бетани Кейб. В декабре 2004 года New Line прикрепила режиссёра Ника Кассаветиса к проекту, премьера которого планировалась в 2006 году. Но в итоге сделка провалилась, а права на фильм о Железном человеке вернулись к Marvel в 2005 году.
В ноябре 2005 года Marvel Studios приступила к созданию экранизации с нуля. Чтобы привлечь внимание широкой публики к Железному человеку и поднять его на тот же уровень популярности, что и Человека-паука и Халка, Marvel поручила студии Blur Studio под руководством Тима Миллера сделать три анимационных короткометражки, демонстрирующие способности персонажа. В апреле 2006 года Marvel наняла в качестве режиссёра Джона Фавро. Отметив событие, он сел на диету и сбросил 70 фунтов (32 кг):49. Вместо Вьетнама история происхождения Железного человека описывается в Афганистане. Фавро выбрал Афганистан, так как не хотел снимать историческое кино. Написать сценарий поручили дуэту сценаристов Арту Маркаму и Мэтту Холлоуэю, тогда как дуэт Марк Фергус и Хоук Остби написали другую версию сценария. Фавро попросил Джона Огаста соединить оба сценария воедино. Кроме того, режиссёр консультировался с писателями Марком Милларом, Брайаном Майклом Бендисом, Джо Кесадой, Томом Бревуртом, Акселем Алонсо и Ральфом Маччио по поводу сюжета. Вместо Мандарина в качестве антагониста был выбран Обадайя Стейн, причём изначально его появление планировалось в сиквеле.

### Подбор актёров
Фавро планировал взять на главную роль малоизвестного актёра. Пока сценарий ещё не был готов, режиссёр рассматривал кандидатуру Сэма Рокуэлла. Актёр заинтересовался участием, но после проб с Робертом Дауни-младшим Фавро передумал. Позже Рокуэлл сыграл Джастина Хаммера в картине «Железный человек 2». В сентябре 2006 года Дауни был официально утверждён на роль. По мнению Фавро, прошлое актёра сделало его подходящим кандидатом на роль: «Лучшие и худшие моменты жизни Роберта наблюдались на глазах общественности. Ему пришлось искать внутреннее равновесие, чтобы преодолеть препятствия, которые выходили за рамки его карьеры. Это — Тони Старк». Продюсеры Marvel пытались уговорить Фавро отстранить Дауни от роли, но режиссёру удалось преодолеть их возражения. Дауни привлёк внимание Фавро своей игрой в фильме Шейна Блэка «Поцелуй навылет». Дауни неоднократно общался с Блэком насчёт сценария и диалогов в «Железном человеке». Чтобы привести себя в форму, Дауни пять дней в неделю занимался силовыми тренировками и обучался боевому искусству. Готовясь к съёмкам, Фавро и Дауни посетили экскурсию в компании SpaceX, которую устроил Илон Маск.
В октябре 2006 года Терренс Ховард получил роль лучшего друга Тони Джеймса «Роуди» Роудса. Фавро надеялся, что в сиквеле Ховард сможет примерить костюм Воителя. Готовясь к роли, Ховард посетил авиабазу «Неллис», где он пообедал с лётчиками и взглянул на спасательные вертолёты HH-60 Pave Hawk и истребители F-22 Raptor. Ховард и его отец были поклонниками комиксов о Железном человеке отчасти из-за того, что Роудс был одним из немногих чернокожих супергероев. Ховард восхищался творчеством Дауни с тех пор, как увидел его в комедии «Ох уж эта наука!». Также на роль Роудса рассматривался Дон Чидл, который в итоге заменил Ховарда в «Железном человеке 2». В январе 2007 года Гвинет Пэлтроу взяли на роль возлюбленной Вирджинии «Пеппер» Поттс. Для понимания своей героини актриса попросила Marvel прислать ей комиксы. По мнению Пэлтроу, Пеппер — умная, уравновешенная и в её образе нет откровенной сексуальности. Фавро хотел, чтобы отношения Поттс и Старка напоминали комедию 1940-х годов. В феврале 2007 года Джефф Бриджес был утверждён на роль Обадайи Стейна. Бриджес ещё мальчиком увлекался комиксами. Ему нравился современный реалистичный подход Фавро к созданию кинокомикса. Ради роли Бриджес побрил голову и отрастил бороду. Актёр прочёл книгу пророка Авдии и удивился, что основной темой этой книги является возмездие, которое олицетворяет Стейн.

### Съёмки
В качестве съёмочной базы была использована студия Плайя-Виста в Лос-Анджелесе, где раньше располагалась авиакомпания Говарда Хьюза. В комиксах особняк Старка расположен на Восточном побережье, но в фильме он живёт на Западном побережье. Фавро отказался от Восточного побережья, так как оно уже использовалось в других кинокомиксах. Съёмки стартовали 12 марта 2007 года. В качестве оператора-постановщика был приглашён Мэттью Либатик. Он использовал 35-мм плёночную камеру PanArri 235. В комплект оборудования входили модели Panaflex Millennium и Millennium XL, объективы Primo, Angenieux Optimo и Cook. Также для съёмок использовались плёнки Kodak (Vision2 200T 5217, 500T 5218). Первые несколько недель снималась сцена, где Старк попадает в плен в Афганистане. Длина декорации пещеры, в которой был заточён Старк, составила 150—200 ярдов (140—180 м). Художник-постановщик Дж. Майкл Рива посмотрел ролик, на котором боец «Талибана» разговаривает в одной из холодных пещер, при этом у него идёт пар изо рта. Поэтому Фавро предложил заморозить съёмочную площадку. Нападение на конвой отсняли в Лоун-Пайн. Другие сцены из Афганистана снимались в песчаных дюнах в Оланче, где актёрам и съёмочной группе пришлось выдержать два дня ветра со скоростью от 40 до 60 миль (64-97 км/ч) в час. Съёмки на авиабазе «Эдвардс» начались в середине апреля и завершились 2 мая. Особняк Старка в Малибу был нарисован на компьютере, а интерьеры снимались в павильонах Плайя-Виста. Съёмки завершились 25 июня 2007 года в Сизарс-пэлас в Лас-Вегасе.
К началу съёмок сценарий не был готов, поэтому актёрам пришлось импровизировать в сценах с диалогами. Некоторые сцены снимались на две камеры, чтобы запечатлеть сымпровизированные реплики актёров. Дауни просил сделать множество дублей, так как актёр каждый раз придумывал для сцен что-то новое. Идею заставить журналистов сесть на пол во время пресс-конференции Старка предложил сам Дауни:50. Такжё актёр придумал речь, которую Старк произнёс на демонстрации ракеты «Иерихон». Для сцены с камео Ника Фьюри, роль которого исполнил Сэмюэл Л. Джексон, автор комиксов Брайан Майкл Бендис написал три страницы диалога, а создатели кинокомикса выбрали лучшие реплики. Эпизод снимался в тайне при участии небольшой съёмочной группы. Через несколько дней слухи о появлении Фьюри разлетелись в интернете. В итоге президент Marvel Studios Кевин Файги вырезал сцену из всех превью, чтобы не испортить фанатам сюрприз. Изначально в сцене после титров у Фьюри была фраза: «Словно гамма-аварий, укусов радиоактивных жуков и различных мутантов не хватило», намекая на Халка, Человека-паука и Людей Икс. Но затем реплику пришлось вычеркнуть в связи с юридическими проблемами со студиями Sony Pictures и 20th Century Fox, которые к тому времени полностью завладели правами на персонажей.
Студия Стэна Уинстона занималась созданием костюмов Железного человека. Ранее Фавро сотрудничал со студией Уинстона во время съёмок «Затуры». После просмотра блокбастеров «Пираты Карибского моря: На краю света» и «Трансформеры» Фавро пригласил художников Industrial Light & Magic (ILM), которые нарисовали большую часть визуальных эффектов фильма. Также к работе были привлечены вендоры The Orphanage и The Embassy, причём последний воссоздал цифровую версию брони Mark I. Дизайн Mark I должен был выглядеть так, как будто броня была собрана из запчастей. В итоге костюм Mark I весил 41 кг. Студия Стэна Уинстона построила трёхметровый 360-килограммовый костюм Железного торговца. Костюм Mark II напоминает прототип самолёта с подвижными закрылками. Дизайн Mark III придумали художники-иллюстраторы Ади Гранов и Фил Сандерс. Работы Гранова послужили источником вдохновения при создании фильма. Фавро лично связался с художником через MySpace, чтобы пригласить его к работе над кинокомиксом. Сандерс переделал дизайн Mark III, сделав костюм более незаметным и менее мультяшным по пропорциям. Также художник нарисовал костюм Воителя, но броня была вычеркнута из сценария. Изначально костюм Воителя должен был называться Mark IV и представлял собой военную броню, которую Тони Старк носил бы поверх брони Mark III в финальной битве.

### Музыка
Рамин Джавади в детстве был поклонником Железного человека. Композитора всегда привлекали супергерои, которые не обладают какими-либо суперспособностями. Изначально Фавро хотел предложить Джону Дебни написать саундтрек, но тот не смог принять участие. Джавади пригласили в проект после окончания съёмок. Обычно он предпочитал писать музыку, не видя сам фильм. В случае с «Железным человеком» Джавади начал создавать саундтрек, как только появился первый трейлер. Ханс Циммер и композиторы из Remote Control Productions помогали Джавади доделывать аранжировку и несколько треков. Фавро хотел, чтобы музыка звучала в стиле хеви-метал. В итоге Джавади исполнил многие треки под гитару. Также гитарист группы Rage Against the Machine Том Морелло, который исполнил эпизодическую роль в фильме, сыграл многие композиции на гитаре. Кроме того, Джавади сочинил несколько тем, которые отражают разные настроения Тони Старка. Давние коллеги Фавро музыканты Джон О’Брайен и Рик Бостон сделали аранжировку оригинальной темы Железного человека из мультсериала «Супергерои Marvel» в стиле биг-бенд для сцены, где Старк прогуливается по казино.

## Прокат

### Маркетинг, сборы и издания

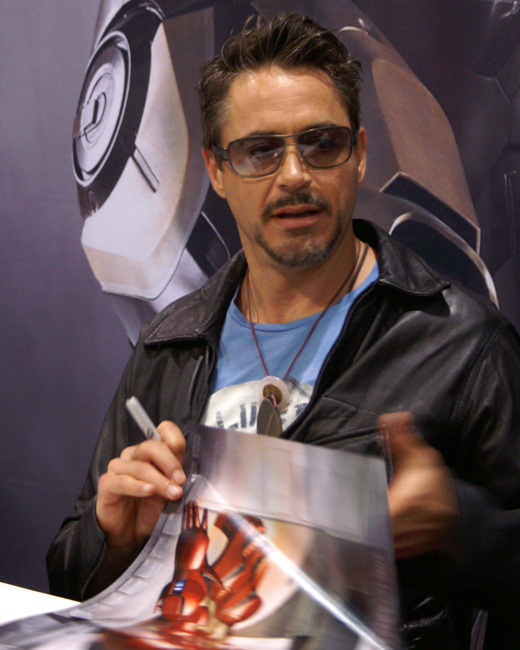
Роберт Дауни-младший на фестивале San Diego Comic-Con в 2007 году

В июле 2006 года, пока фильм находился на стадии пре-продакшна, Джон Фавро и продюсер Ави Арад посетили фестиваль San Diego Comic-Con, на котором был представлен концепт-арт брони Железного человека. В 2007 году Фавро вновь посетил San Diego Comic-Con и представил тизер-трейлер. В этот раз компанию режиссёру составили Роберт Дауни-младший и Кевин Файги. В мае 2008 года Sega выпустила на основе фильма официальную видеоигру для нескольких игровых платформ. В озвучивании игры приняли участие Дауни, Терренс Ховард и Шон Тоуб. Во время Супербоула XLII был показан 30-секундный ролик. Сеть магазинов 7-Eleven и LG Group помогли разрекламировать фильм. Производитель игрушек Hasbro представил коллекцию фигурок Железного человека, в которую вошли костюмы Mark I и Mark III, Титановый человек, появившийся в видеоигре, и броня Халкбастера из комиксов «Мировая война Халка». Burger King и Audi провели глобальную маркетинговую кампанию. Для Burger King Фавро отснял рекламный ролик. В фильме Тони Старк ездит на Audi R8. Также в кинокомиксе фигурируют ещё три автомобиля: седан Audi A6, спортивное купе Audi S5 и внедорожник Audi Q7 SUV. По фильму был выпущен комикс Пола Тобина «Железный человек: Быстрые друзья».
Премьера кинокомикса состоялась 14 апреля 2008 года в театре Грейтер Юнион в Австралии. В международный прокат лента вышла 30 апреля. В США показы стартовали 2 мая. «Железный человек» был отформатирован и впервые показан в формате IMAX 30 августа 2018 года в рамках фестиваля, посвящённого 10-летию Marvel Studios. Мировые сборы кинокомикса составили 585 796 247 долларов: в США и Канаде картина собрала 319 034 126 долларов, в других странах — 266 762 121. В первый уикенд лента собрала 98,5 миллиона долларов в США и Канаде. В первый день проката фильм собрал 35,2 миллиона. Во втором уикенде «Железный человек» занял первую строчку, собрав 51,2 миллиона. 19 июня 2008 года «Железный человек» стал первым фильмом 2008 года, преодолевшим отметку в 300 миллионов в американском прокате.
Картина появилась на DVD и Blu-ray-дисках 30 сентября 2008 года. За первую неделю доход от продаж DVD составил 93 миллионов долларов. Сцену, где Старк читает газету перед тем как объявить всему миру, что он Железный человек, пришлось переделать после того как фотограф Ронни Адамс подал иск против Paramount Pictures и Marvel за использование его шпионского фото в газете. Среди дополнительных материалов на диске был представлен трейлер мультсериала «Железный человек: Приключения в броне». Также фильм вошёл в бокс-сет из 10 дисков под названием «Кинематографическая вселенная Marvel: Первая фаза — Мстители, общий сбор». Набор дисков был выпущен 2 апреля 2013 года. Отреставрированная версия фильма в формате IMAX появилась 12 ноября 2021 года на платформе Disney+.

### Критика
По мнению журналиста Variety Тодда Маккарти, «одна из киностудий наконец-то нашла способ заработать на современном фильме о войне на Ближнем Востоке»: просто отправила супергероя Marvel в бой, чтобы он прикончил повстанцев. Несмотря на это, мощный блокбастер «Железный человек» не помешает американским зрителям насладиться захватывающей феерией спецэффектов. Роберт Дауни-младший оживляет всё происходящее в фильме так, как не делал ни один другой актёр. Гвинет Пэлтроу наделяет свою героиню Пеппер Поттс умом и привлекательностью. Бритоголовый и щеголяющий густой бородой Джефф Бриджес чем-то напоминает Брюса Уиллиса. Кинокритик газеты Newsday Фрэнк Ловес похвалил фильм за преданность эмоциональной истине, делающей «Железного человека» лучшей экранизацией комиксов за последние годы. Также Ловес отметил идеальный подбор актёров и умение Джона Фавро придерживаться исходного материала. Влиятельный критик Роджер Эберт из Chicago Sun-Times успел посмотреть фильм через три недели после его премьеры. Он поставил четыре звезды из пяти и высоко оценил игру Дауни: «Он силён, умён и смехотворен, и мы понимаем, что его публичный образ скрывает свои глубокие раны». Рецензент The New York Times Э. О. Скотт назвал фильм необычайно хорошей кинокартиной про супергероев. Актёры приняли приглашение создателей фильма сыграть настоящие роли, а не просто кривляться, сердиться и кричать ради гонорара.
Гарт Франклин из Dark Horizons отметил потрясающие декорации и аниматронику, которая плавно сочетается с CGI-графикой. Рецензент считал, что вряд ли можно назвать кинокомикс оригинальным или новаторским, но он, тем не менее, кажется серьёзным и отталкивается от мрачной драматической стилистики в пользу лёгкого, приятного для зрителей боевика с примесью антивоенных и искупительных тем. Критик журнала New York Дэвид Эдельштейн назвал «Железного человека» изящным образцом мифотворчества. Фавро не увлекается стилизованными под комиксы кадрами, по крайней мере, в первой половине фильма. На взгляд критика, картина смотрится как военный триллер. Журналист Кирк Ханикатт из The Hollywood Reporter положительно отозвался о фильме, но единственным минусом он назвал финальную битву между Тони Старком и Обадайей Стейном. «Как заклятый враг Тони научился управлять костюмом?», — задавался вопросом Ханикатт.
Редактор сайта «Газета.ru» Юрий Бурносов назвал кинокомикс весёлым и динамичным, а Дауни — симпатичным. Из минусов он назвал второстепенных персонажей, включая Пэлтроу и афганских террористов. Издание «Lenta.ru» отметило, что «Железный человек» сделал Фавро одним из ведущих режиссёров Голливуда. Зрителю невозможно оторваться от спецэффектов, придающих фильму зрелищности и достоверности. На протяжении всего фильма Обадайя перерождается в демоническую фигуру. Рецензент издания «Игромания» Станислав Никулин пришёл к выводу, что Фавро удалось наполнить фильм тремя составляющими: актёрами-харизматикам, ненавязчивым лёгким юмором и впечатляющими экшн-сценами. Главредактор сайта «Кинокадр.ru» Роман Корнеев писал, что кинокомикс демонстрирует весёлое, красочное и высокотехнологическое «знакомство с», которое наполовину состоит из махания кувалдой по террористическим хазам.
Роджер Эберт и Ричард Корлисс включили «Железного человека» в список своих любимых фильмов 2008 года. Также кинокомикс был признан Американским институтом кино одним из десяти лучших фильмов года. Журнал Empire внёс экранизацию в список 500 величайших фильмов всех времён. Кроме того, журнал включил Тони Старка в список 100 величайших киногероев всех времён. Сайт Fandomania.com поставил супергероя на 37-е место в списке 100 величайших вымышленных персонажей.

### Награды и номинации
«Железный человек» удостоился наград и номинаций за актёрскую игру и режиссуру. На 81-й церемонии вручения премии «Оскар» фильм получил номинации в категориях «Лучший звуковой монтаж» и «Лучшие визуальные эффекты», но не победил ни в одной. На 35-й церемонии вручения премии «Сатурн» фильм победил в трёх номинациях из восьми. Дауни и Фавро победили в номинациях «Лучшая мужская роль» и «Лучшая режиссура», соответственно. Также фильм получил пять номинаций на VES Awards, но ни в одной не выиграл.

## Комментарии
1. ↑  В июле 2013 года прокатные права на фильм перешли от Paramount Pictures к Walt Disney Studios Motion Pictures[2][3][4].
2. ↑  Имени Авдий в синодальном переводе соответствует Обадайя в Библии короля Якова.